# بودو هيل
بودو هيل (بالألمانية: Bodo Hell)‏ هو كاتب ومؤلف نمساوي، ولد في 15 مارس 1943 في سالزبورغ في النمسا.

## وصلات خارجية
- بودو هيل على موقع IMDb (الإنجليزية)
- بودو هيل على موقع مونزينجر (الألمانية)
- بودو هيل على موقع ميوزك برينز (الإنجليزية)